# فرودگاه وانسون
فرودگاه وانسون (به انگلیسی: Wonsan Airport)  یک فرودگاه نظامی   است که یک باند فرود بتن دارد و طول باند آن ۲۴۰۸ متر است. این فرودگاه در  کشور کره شمالی قرار دارد و در ارتفاع ۲ متری از سطح دریا واقع شده است.